# Danh sách câu lạc bộ bóng đá ở Mali
Đây là danh sách không đầy đủ các câu lạc bộ bóng đá ở Mali.
Về danh sách đầy đủ, xem Thể loại:Câu lạc bộ bóng đá Mali

## A
- AS Bamako (Bamako)
- Association Sportive de Korofina (Bamako)
- AS Police (Bamako)
- Association Sportive Real Bamako (Bamako)
- Association Sportive Bakaridjan de Barouéli (Ségou)

## C
- CAS de Sévaré
- Cercle Olympique de Bamako (Bamako)
- CS Duguwolofila de Babanba (Koulikoro)

## D
- Débo Club de Mopti
- Djoliba AC (Bamako)

## J
- Jeanne D'Arc FC Bamako
- JS Centre Salif Keïta (Bamako)

## K
- Korofina

## O
- Onze Créateurs de Niaréla (Bamako)

## S
- Stade Malien (Bamako)
- Stade Malien de Sikasso

## U
- US Bougouni
- Union Sportive des Forces Armées et Sécurité de Bamako